# LOVE IS THE GREATEST THING
『LOVE IS THE GREATEST THING』（ラブ・イズ・ザ・グレイティスト・シング）は、2007年7月4日にリリースされた日本の歌手グループw-inds.の、22枚目のシングルである。

## 解説
- パッケージ3曲中2曲にタイアップが付いた。
- カップリング「SHINING STAR」は、いわゆる“芸能人”の心情を皮肉的に綴った歌詞（洋楽にはよく見られる歌詞の世界観）。
- CD+DVDの初回盤と、CDのみの通常盤の2形態がリリースされた。
- プロモーションビデオには映画『シュレック3』の映像が一部用いられている。なお、映像はCG合成ではなく、実際に横浜市街地で映像を投影している。
- 第49回レコード大賞金賞受賞曲。

## 収録曲
1. LOVE IS THE GREATEST THING
（作詞:shungo.　作曲:Henrik Korpi, Jens Bergmark, Lisa Millett　編曲:Koma2 Kaz）
2. SHINING STAR
（作詞:shungo.　作曲:Philippe-Marc Anquetil, Christopher Lee-Joe, Alex Cartana　編曲:Koma2 Kaz）
3. 夏祭り
（作詞:Izumi Arisato　作曲:Patric Sarin　編曲:Koma2 Kaz）
4. LOVE IS THE GREATEST THING (Instrumental)
（作曲:Henrik Korpi, Jens Bergmark, Lisa Millett　編曲:Koma2 Kaz）

## タイアップ
「LOVE IS THE GREATEST THING」
- 映画『シュレック3』日本語吹き替え版イメージソング
- music.jp独占先行配信（TV-SPOT投下）

c/w「SHINING STAR」
- 北海商科大学CFソング